# Route 8 (Nouveau-Brunswick)
Pour les articles homonymes, voir Route 8.
La route 8 est une route qui traverse le centre et le nord-est du Nouveau-Brunswick. Elle débute à Fredericton et prend fin à Bathurst en passant par Miramichi.

## Description du tracé
La route 8 débute au sud-ouest de Fredericton, à la sortie 280 de la route 2. Elle est d'abord une autoroute à quatre voies et à accès limité sur 10 km (6,2 mi), possédant quelques échangeurs vers le centre-ville de Fredericton. Elle croise notamment la route 7, au kilomètre 7.
Après avoir traversé le fleuve Saint-Jean sur le pont Princess Margaret, elle devient une route à deux voies. Elle forme d'abord un court multiplex avec la route 105 sur la rive nord du fleuve, puis elle se dirige vers le nord en contournant Marysville. Elle suit ensuite la rivière Nashwaak en se dirigeant vers toujours vers le nord.
Elle longe la rivière Nashwaak jusqu'à la petite communauté de Nashwaak Bridge, puis elle se dirige vers le nord-nord-est en traversant une région plus isolée et forestière. Elle atteint alors la rivière Miramichi Sud-Ouest à Bolestown et bifurque vers l'est pour suivre la rivière, en traversant Doaktown. Elle continue ensuite de suivre la rivière pendant le reste de son parcours au sud-ouest de Miramichi  en traversant notamment Blackville.
Au carrefour giratoire avec la route 430, elle tourne vers l'est pour devenir la voie de contournement de Miramichi. Elle forme ensuite un multiplex avec la route 11, en traversant la rivière Miramichi. Elle se détache ensuite de la route 11, puis elle devient le principal lien entre Miramichi et Bathurst. Elle se dirige vers le nord pendant une centaine de kilomètres, en étant une route rurale au sud de Jeanne-Mance, puis, une autoroute à deux voies au nord. Elle se termine au sud de Bathurst, à la sortie 300 de la route 11.

## Histoire
Créée dans les années 1920, la route suit presque le tracé original, sauf pour certains segments qui ont été convertis en autoroute. C'est le cas notamment de la section Renous-Newcastle en 1988 et la section Bathurst-Allardville en 1990. En 2001, la route fut prolongée vers le sud sur l'ancien tronçon de la route 2, laquelle ayant été déplacée plus au sud. En novembre 2006, la route 8 connût un prolongement vers la route 430 à Miramichi, afin de faciliter l'accès à la route 117, pour ainsi mieux éviter le trafic de la ville.

## Intersections majeures
| Comté                                     | Ville              | km     | Sortie                                   | Destinations                                                                             | Notes                                                                               |
| ----------------------------------------- | ------------------ | ------ | ---------------------------------------- | ---------------------------------------------------------------------------------------- | ----------------------------------------------------------------------------------- |
| York                                      |                    | 0,00   |                                          | NB-2 – Edmundston, Moncton, Saint-Jean                                                   | Sortie direction nord, entrée direction sud; sortie 280 de la NB-2                  |
| York                                      | Fredericton        | 3,60   | 3                                        | NB-640 (Chemin Hanwell) vers NB-102                                                      |                                                                                     |
| York                                      | Fredericton        | 5,40   |                                          | Rue Smythe / Promenade Bishop                                                            | Carrefour giratoire                                                                 |
| York                                      | Fredericton        | 5,90   | 6                                        | NB-101 (Rue Regent) – New Maryland                                                       | Indiqué sortie 6A (sud) et 6B (nord)                                                |
| York                                      | Fredericton        | 6,90   | 7                                        | NB-7 sud vers NB-2 est – Aéroport de Fredericton, Oromocto, Moncton, Saint-Jean          |                                                                                     |
| York                                      | Fredericton        | 8,70   | 9                                        | Chemin Forest Hill                                                                       |                                                                                     |
| York                                      | Fredericton        | 8,90   | Traverse le fleuve Saint-Jean            | Traverse le fleuve Saint-Jean                                                            | Traverse le fleuve Saint-Jean                                                       |
| York                                      | Fredericton        | 10,10  | 10                                       | NB-105 sud (Promenade Riverside) – Jemseg                                                | Terminus sud du multiplex avec la NB-105                                            |
| York                                      | Fredericton        | 10,70  |                                          | NB-105 nord (Promenade Riverside)                                                        | Terminus nord du multiplex avec la NB-105                                           |
| York                                      | Fredericton        | 12,50  |                                          | NB-10 est (Promenade Greenwood) – Minto                                                  | Terminus ouest de la NB-10                                                          |
| York                                      | Penniac            | 23,70  | 23                                       | NB-628 nord (Chemin Penniac)                                                             | Terminus sud de la NB-628                                                           |
| York                                      | Durham Bridge      | 33,50  | 33                                       | Chemin Lower Durham vers NB-148 / NB-628 – Durham Bridge                                 |                                                                                     |
| York                                      | Nashwaak Bridge    | 46,70  |                                          | NB-107 ouest – Nashwaak Bridge, Nashwaak                                                 |                                                                                     |
| York                                      |                    | 50,80  |                                          | NB-148 sud – Nashwaak Bridge                                                             | Terminus nord de la NB-148                                                          |
| Northumberland                            | Boisetown          | 75,80  |                                          | NB-625 ouest – Parker Ridge                                                              | Terminus est de la NB-625                                                           |
| Northumberland                            | Doaktown           | 101,80 |                                          | NB-123 sud – Chipman, Minto                                                              | Terminus nord de la NB-123                                                          |
| Northumberland                            | Doaktown           | 102,60 | Traverse la rivière Miramichi Sud-Ouest  | Traverse la rivière Miramichi Sud-Ouest                                                  | Traverse la rivière Miramichi Sud-Ouest                                             |
| Northumberland                            | Blackville         | 136,50 |                                          | NB-118 nord (Chemin Campbell)                                                            | Terminus sud de la NB-118                                                           |
| Northumberland                            | Renous-Quarryville | 146,40 | 139                                      | NB-108 – Renous, Tobique Valley                                                          |                                                                                     |
| Northumberland                            | Renous-Quarryville | 151,10 |                                          | NB-415 – Red Rock, Quarryville                                                           |                                                                                     |
| Northumberland                            | Miramichi          | 170,30 | 163                                      | NB-108 sud / NB-420 ouest – Red Bank, Millerton                                          | Terminus nord de la NB-108; terminus est de la NB-420                               |
| Northumberland                            | Miramichi          | 170,60 | Traverse la rivière Miramichi Nord-Ouest | Traverse la rivière Miramichi Nord-Ouest                                                 | Traverse la rivière Miramichi Nord-Ouest                                            |
| Northumberland                            | Miramichi          | 171,80 | 164                                      | NB-425 ouest / Route Curtis – Sunny Corner                                               | Terminus est de la NB-425                                                           |
| Northumberland                            | Miramichi          | 175,40 |                                          | NB-430 nord – Wayerton                                                                   | Terminus sud du multiplex avec la NB-430; carrefour giratoire                       |
| Northumberland                            | Miramichi          | 177,50 | 170                                      | Route King George                                                                        | Terminus nord du multiplex avec la NB-430; terminus sud du multiplex avec la NB-126 |
| Northumberland                            | Miramichi          | 178,50 | Traverse la rivière Miramichi            | Traverse la rivière Miramichi                                                            | Traverse la rivière Miramichi                                                       |
| Northumberland                            | Miramichi          | 179,70 |                                          | NB-126 sud (Rue Nelson) / Rue Water – Nouvelle-Arcadie                                   | Terminus nord du multiplex avec la NB-126; carrefour giratoire                      |
| Northumberland                            | Miramichi          | 187,60 | 119                                      | NB-11 sud – Moncton NB-117 sud (Avenue University)                                       | Terminus sud du multiplex avec la NB-11; terminus nord de la NB-117                 |
| Northumberland                            | Miramichi          | 189,00 | 120                                      | Rue Church                                                                               |                                                                                     |
| Northumberland                            | Miramichi          | 189,10 | Traverse la rivière Miramichi            | Traverse la rivière Miramichi                                                            | Traverse la rivière Miramichi                                                       |
| Northumberland                            | Miramichi          | 190,20 | 179                                      | NB-11 nord (Route King George) – Tracadie-Sheila                                         | Terminus nord du multiplex avec la NB-11                                            |
| Northumberland                            | Miramichi          | 192,50 | 180                                      | Chemin McKinnon                                                                          |                                                                                     |
| Northumberland                            |                    | 216,50 |                                          | NB-450 est – Lavillette, Néguac                                                          | Terminus ouest de la NB-450                                                         |
| Gloucester                                |                    | 228,80 |                                          | NB-134 nord – Allardville                                                                | Terminus sud de la NB-134                                                           |
| Gloucester                                | Allardville        | 244,10 | 231                                      | NB-160 est / NB-360 ouest vers NB-134 nord – Allardville, Hautes-Terres, Brunswick Mines | Terminus ouest de la NB-160; terminus est de la NB-360                              |
| Gloucester                                | Bathurst           | 260,40 |                                          | NB-11 vers Avenue Miramichi – Campbellton, Caraquet                                      |                                                                                     |
| - Terminus de multiplex - Accès incomplet |                    |        |                                          |                                                                                          |                                                                                     |